# Igreja Messiânica Mundial
Igreja Messiânica Mundial (japonês: 世界救世教, Hepburn: Sekai Kyūsei Kyō) é uma instituição religiosa fundada em 1 de janeiro de 1935, no Japão, por Mokiti Okada (1882-1955) — cujo nome religioso é Meishu-Sama (Senhor da Luz).
Ela é classificada como uma nova religião japonesa (NRJ).
Mokiti Okada, afirma que, por revelação, recebeu de Deus a missão de dar início à construção do Protótipo do Paraíso Terrestre, o mundo ideal consubstanciado na trilogia da verdade, bem e belo em que a civilização atual se transformaria. Um mundo em que a doença, a miséria e o conflito dariam lugar à saúde, a prosperidade e à paz, ocorrendo assim a transição da era da noite para a era do dia.

## Doutrina
O elemento principal da Igreja Messiânica é a crença no Johrei. A base do Johrei é que  a crença de que desde 1931 o mundo em que vivemos se aproxima cada vez mais de um planeta paradisíaco, e se fortalece a cada dia 15 de junho tornando a luz do Johrei mais potente, purificando com mais eficácia o espírito humano, criando assim um mundo onde não haverá nenhum tipo de sofrimento.  Daí provêm os chamados 3 pilares da doutrina messiânica, Johrei, Agricultura Natural e o Belo. A arte é vista como algo que eleva o espírito e também contribui para a purificação e o bem estar espiritual, complementando a atuação do Johrei e da alimentação natural. Para se conseguir essa alimentação a Igreja Messiânica ensina a prática da Agricultura Natural a qual é praticada sem o uso de agrotóxicos nem adubos. Esses 3 pilares estão ligados aos chamados 3 princípios da fé messiânica: Verdade, Bem e Belo. A Verdade são os ensinamentos Messiânicos, a palavra de Deus, a natureza espiritual do ser humano e do universo. O Bem é o imperativo ético de ser altruísta, amar o próximo, fazer o bem. O Belo é a valorização da beleza na arte e nas atitudes cotidianas, a busca do belo como forma de elevação espiritual. Uma das formas que a Igreja Messiânica usa para elevar as pessoas através do belo é a prática de Ikebana (arranjo floral chinês desenvolvido no Japão).
A religião tem hoje no Brasil cerca de meio milhão de membros e um milhão e oitocentos mil frequentadores e simpatizantes.

### Visão de mundo
A cosmovisão da Igreja Messiânica Mundial compreende a existência de dois Mundos.
Estes mundos são o Mundo Espiritual, invisível aos nossos olhos, e o Mundo Material, visível aos nossos olhos. O Mundo Espiritual rege o Mundo Material, assim como o coração movimenta o corpo. Também crê que os seres humanos são formados pelo corpo espiritual, que possui a vida eterna e é o principal, e pelo corpo material, que é secundário.
O Mundo Espiritual seria constituído por três planos: Paraíso, Plano Intermediário e Inferno. Acima de todos os planos, existe o Supremo Deus (エホバ'). Cada um dos três planos é composto de sessenta níveis (camadas), totalizando 180. O espírito dos seres humanos possui numa dessas camadas um registro denominado yukon, que pode se elevar às mais altas ou descer às mais baixas, o que infere diretamente na sua felicidade ou infelicidade no Mundo Material.
Através da práticas do bem, acúmulo de virtudes, apreciação da arte de alto nível, e eliminação das impurezas espirituais por intermédio do Johrei, as máculas acumuladas diminuem, tornando o espírito leve, proporcionando sua elevação no Mundo Espiritual.